# Bustarfell

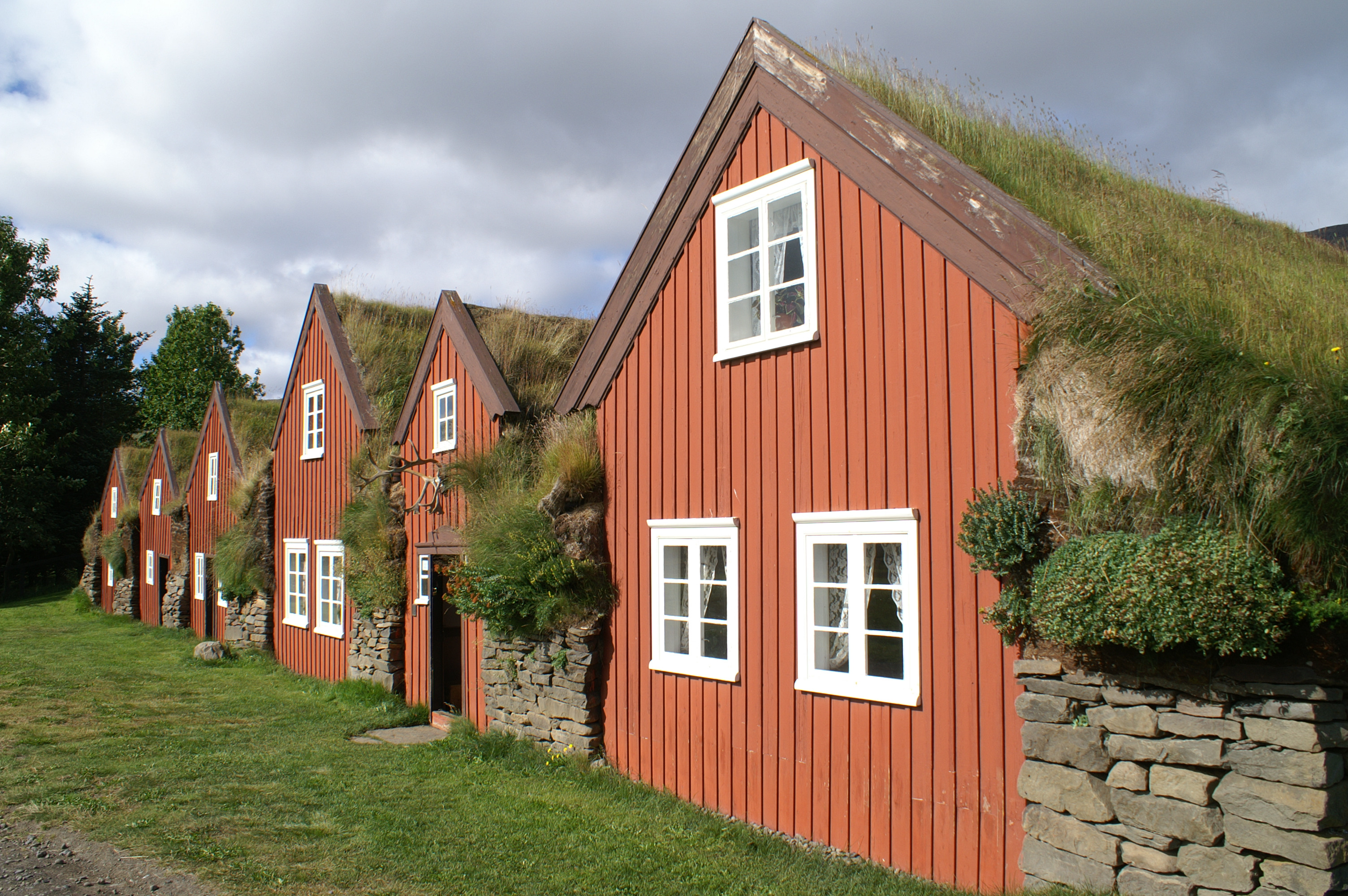
Bustarfell

Bustarfell ist ein Torfhof, der jetzt ein Museum ist, im Osten von Island.
Er liegt neben dem Norðausturvegur , zwischen Vopnafjörður im Norden und dem Hringvegur im Süden, vor der gleichnamigen Bergwand im Hofsárdalur.
Bustarfell war schon in der Sagazeit als Häuptlingssitz bekannt.
Er ist seit Anfang des 16. Jahrhunderts von derselben Familie bewohnt, die jetzt in einem neuen Haus neben dem Museum wohnt.
Die sechs roten Giebel gehören zu den größten und besterhaltenen Torfhöfen in Island.
Durch seine abgelegene Lage ist er jedoch nicht so bekannt wie zum Beispiel Glaumbær weiter westlich.
Er steht seit 1990 unter Denkmalschutz und unter seit 1943 der Aufsicht des Nationalmuseums.